# El rancho del pinar
El rancho del pinar és un western romàntic estatunidenc en castellà de 1939 dirigit per Richard Harlan i protagonitzada per Tito Guízar.

## Argument
Un agent dels serveis secrets mexicà es fa passar per un vaquer i és contractat per la propietària del ranxo. El lladre, que corteja la propietària del ranxo, és detingut quan l'agent demostra que estava robant els seus propis bons de la caixa forta d'un banquer.

## Repartiment
- Tito Guízar com Alberto Galindo
- Tana com Maria Luisa Pineda
- Martí Garralaga com Adobe
- Paul Ellis com Eduardo Pineda
- Pilar Arcos com Rosa Pineda
- José Luis Tortosa com Señor Vazquez
- Carlos Montalbán com José